# Теди Мезаг
Мелонца Теди Уилям Мезаг (на френски: Melontsa-Teddy William Mézague) е френски футболист, който играе на поста централен защитник. Състезател на Арарат Ереван.

## Кариера
Мезаг прекарва своята ранна кариера във Франция с Монпелие и Мартиг. През юли 2014 се мести в белгийския Мускрон, а през август 2016 преминава в английския Лейтън Ориент. Той вкарва своя първи и единствен гол за Лейтън в мач срещу Нотс Каунти на 18 февруари 2017.
На 12 септември 2018, Мезаг се присъединява към Динамо (Букурещ) като свободен агент. След като напуска Динамо през февруари 2019, става част от отбора на Апоел (Раанана). На 23 януари 2020, официално е обявен за ново попълнение на Берое.